# Conclave de 1447
Le conclave de 1447 se déroule à Rome, du 4 au 6 mars 1447, juste après la mort du pape Eugène IV et aboutit à l'élection du cardinal Tommaso Parentucelli qui devient le pape Nicolas V.

## Source
- (en) Cet article est partiellement ou en totalité issu de l’article de Wikipédia en anglais intitulé « Papal conclave, 1447 » (voir la liste des auteurs).